# Shirley Eaton
Shirley Eaton, née le 12 janvier 1937 à Edgware, dans le district londonien de Barnet, est une actrice britannique.

## Biographie
Shirley Eaton apparaît régulièrement dans des films britanniques dans les années 1950 et 1960. Elle a notamment interprété le rôle de Jill Masterson dans le film de James Bond Goldfinger en 1964.

## Filmographie

### Cinéma
- 1953 : Week-end à quatre (A Day to Remember) (uncredited), Young Woman on Ferry
- 1954 : Les Belles de Saint-Trinian (The Belles of St. Trinian's) (1954) (non créditée), Sixth Former
- 1954 : Toubib or not Toubib (Doctor in the House) : Milly Groaker
- 1954 : Le Prisonnier du harem (You Know What Sailors Are)' : Bit Part
- 1955 : The Love Match : Rose Brown
- 1956 : Trois hommes dans un bateau (Three Men in a Boat) : Sophie Clutterbuck
- 1956 : Sailor Beware! : Shirley Hornett
- 1956 : Charley Moon : Angel Dream
- 1957 : La Vérité presque nue : Melissa Right
- 1957 : Date with Disaster : Sue
- 1957 : Doctor at Large : Nan
- 1958 : Further Up the Creek : Jane
- 1958 : Carry on Sergeant : Mary Sage
- 1959 : In the Wake of a Stranger : Joyce Edwards
- 1959 : Un thermomètre pour le colonel (Carry On Nurse) de Gerald Thomas : Staff Nurse Dorothy Denton
- 1960 : Carry on Constable : Sally Barry
- 1960 : Life Is a Circus : Shirley Winter
- 1961 : What a Carve Up! : Linda Dickson
- 1961 : A Weekend with Lulu : Deirdre Proudfoot
- 1961 : Dentist on the Job : Jill Venner
- 1961 : Nearly a Nasty Accident (en) de Don Chaffey : Cpl. Jean Briggs
- 1962 : Ce sentimental M. Varela
- 1963 : Solo pour une blonde (The Girl Hunters) : Laura Knapp
- 1964 : Goldfinger : Jill Masterson
- 1964 : Rhino! (en) de Ivan Tors : Miss Arleigh
- 1965 : Les Dix Petits Indiens : Ann Clyde
- 1965 : The Naked Brigade (en) de Maury Dexter  : Diana Forsythe
- 1966 : Le Tour du monde sous les mers (Around the World Under the Sea) d'Andrew Marton : Dr Margaret E. 'Maggie' Hanford
- 1967 : The Million Eyes of Sumuru (en) de Lindsay Shonteff : Sumuru
- 1967 : Eight on the Lam : Ellie Barton
- 1968 : Le Sang de Fu Manchu (The Blood of Fu Manchu) : Black Widow
- 1969 : Sumuru, la cité sans hommes (The Girl from Rio) de Jesús Franco : Sumuru

### Télévision
- 1951 : Parent-Craft (série télévisée) : Anne Pebble
- 1954 : And So to Bentley (1 épisode)
- 1962 : Man of the World : Lee (1 épisode)
- 1962 - 1968 : Le Saint (3 épisodes)
- 1967 : The Scorpio Letters : Phoebe Stewart